# Kevin Grosskreutz
Kevin Grosskreutz, född den 19 juli 1988 i Dortmund, är en tysk fotbollsspelare som senast spelade för den tyska klubben KFC Uerdingen 05. Han kom till Dortmund från 2. Bundesliga-klubben Rot Weiss Ahlen 2009 och lämnade för spel i Galatasaray 2015. Den 6 januari 2016 skrev han på för VfB Stuttgart. Han gjorde sin debut i Tysklands landslag i en vänskapsmatch mot Malta den 13 maj 2010. Hans kusin Marcel Grosskreutz spelar för FC Brünninghausen.